# کوشکیه
کوشکیه جماعت و شهرکی در جنوب غربی کشور تاجیکستان است که در ناحیهٔ تیمورملک ولایت ختلان قرار دارد. جمعیت این جماعت ۶۴۴۵ است.